# Poggio Caselle – Fosso Renaro (Monte Subasio)
Poggio Caselle – Fosso Renaro (Monte Subasio) è un Sito di Interesse Comunitario (SIC), limitrofo al Parco regionale del Monte Subasio, il cui piano di gestione è stato approvato dalla Regione Umbria al fine di proteggere e conservare i cinque habitat in esso individuati. Il Sito è classificato nella Rete Europea Natura 2000 con il codice IT5210035, a cui si rimanda per la classificazione dettagliata, ed è stato designato Zona Speciale di Conservazione (ZSC) nel 2014 dal Ministero dell’Ambiente a seguito della Direttiva Habitat della Comunità Europea. In ogni Sito (SIC-ZSC) vengono individuati tipologie di habitat floristici e di specie animali e vegetali di particolare interesse conservazionistico, già precedentemente classificati secondo criteri di omogeneità tipologica.

## Territorio
Il Sito Poggio Caselle – Fosso Renaro (Monte Subasio) ha una superficie di circa 300 ettari e comprende i rilievi meridionali di natura calcarea del massiccio del Monte Subasio. Localizzato sulla fascia basale detritica del versante sud-ovest del Monte Subasio, in prossimità della città di Spello, è caratterizzato per la presenza di ampi oliveti, parte della fascia olivata terrazzata che rappresenta il paesaggio agricolo tradizionale umbro fra Assisi e Spoleto. L’habitat più diffuso nel Sito Natura 2000 è l’arbusteto di Ginepro comune (Juniperus communis) e Ginepro rosso (Juniperus oxycedrus).

## Habitat
Il Sito è caratterizzato dai seguenti habitat costituiti da particolari tipologie di vegetazione:
- Habitat 5130 - Formazioni a Ginepro comune (Juniperus communis) su lande o prati calcicoli[9].  È costituito dagli arbusteti di ginepro più o meno densi tipicamente associati alle praterie. L’habitat è molto diffuso in Umbria e in espansione negli ambienti collinari e montani su suoli aridi e poco profondi. Si tratta di un paesaggio vegetale di origine secondaria, ovvero dovuto all’intervento umano, ed il cui mantenimento è subordinato alla presenza delle attività di pascolo in assenza delle quali questa vegetazione viene progressivamente sostituita dal bosco[10].

- Habitat 6210(*)[11] - Formazioni erbose secche seminaturali e facies coperte da cespugli su substrato calcareo (Festuco-Brometalia) (*stupenda fioritura di orchidee). L’ecosistema si distingue per le praterie costituite perlopiù da Graminacee interessate, in alcuni punti, da una notevole presenza di Orchidaceae di varie specie, per questo considerate prioritarie(*). Sono praterie secondarie la cui conservazione dipende dall’esistenza di pascolo allo stato brado, nei limiti di un carico sostenibile di capi pascolanti. L’assenza delle tradizionali attività di pastorizia determina lo sviluppo di arbusteti. Dove, invece, c’è un sovraccarico di bestiame, si assiste a fenomeni di erosione del cotico erboso e di banalizzazione della composizione di specie vegetali. L’habitat, endemico dell’Italia appenninica, si sviluppa su vari substrati (calcari, marne, calcareniti e arenarie) ed è considerato prioritario(*) quando si verifica la presenza di una delle seguenti condizioni: a) ricca quota di specie di orchidee; b) importante popolazione di almeno una specie di orchidee ritenuta, a livello nazionale, poco comune; c) una o più specie di orchidee considerate rare, molto rare o di eccezionale rarità a livello nazionale[12].

- Habitat 6220*[11] - Percorsi substeppici di graminacee e piante annue dei Thero-Brachypodietea. È costituito da praterie xerofile[13] diffuse a diverse altitudini che si sviluppano su substrati calcarei generalmente con suoli poco evoluti e soggetti ad erosione[14].

- Habitat 91AA*[11] - Boschi orientali di quercia bianca. L’ecosistema comprende i boschi mediterranei a dominanza[15] di roverella (Quercus pubescens) in ambienti caldi. In Umbria sono abbastanza diffusi, anche se spesso fortemente frammentati e rappresentati, talora, da frammenti relitti di modeste dimensioni, soprattutto nelle aree fortemente vocate alla coltura dell'olivo e della vite che ne hanno occupato in gran parte l'areale potenziale[16].

- Habitat 9340 - Foreste di leccio del tipo (Quercus ilex) e Quercus rotundifolia (detto anche Elce), molto ben rappresentate in Umbria, comprende le formazioni forestali sempreverdi di leccio. Questi boschi si sviluppano sia su terreni calcarei, sia silicei a varie altitudini e sono in grado di colonizzare le rupi rocciose come ad esempio avviene sulle balze calcaree della Valnerina[17].

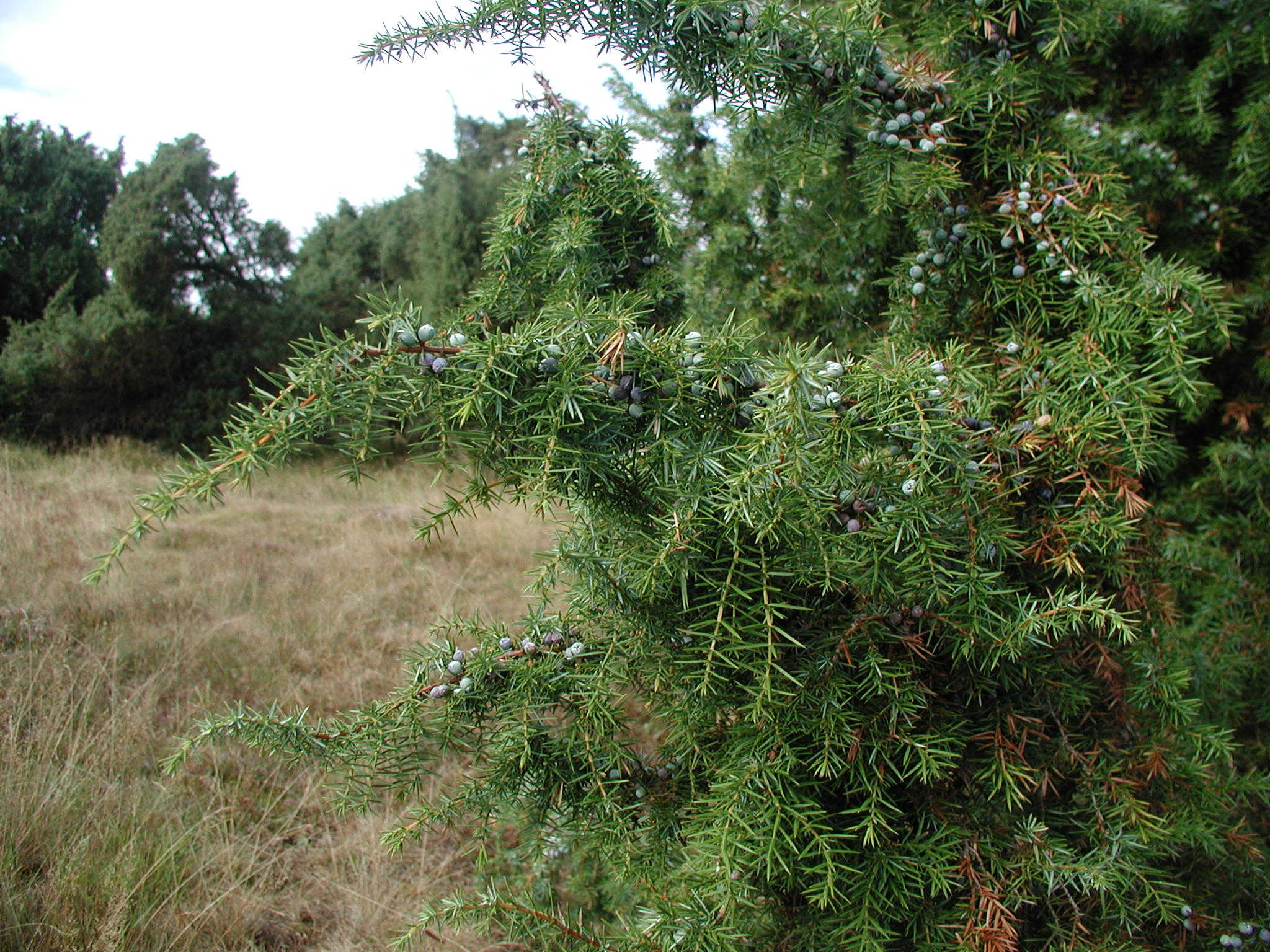
Ginepro comune
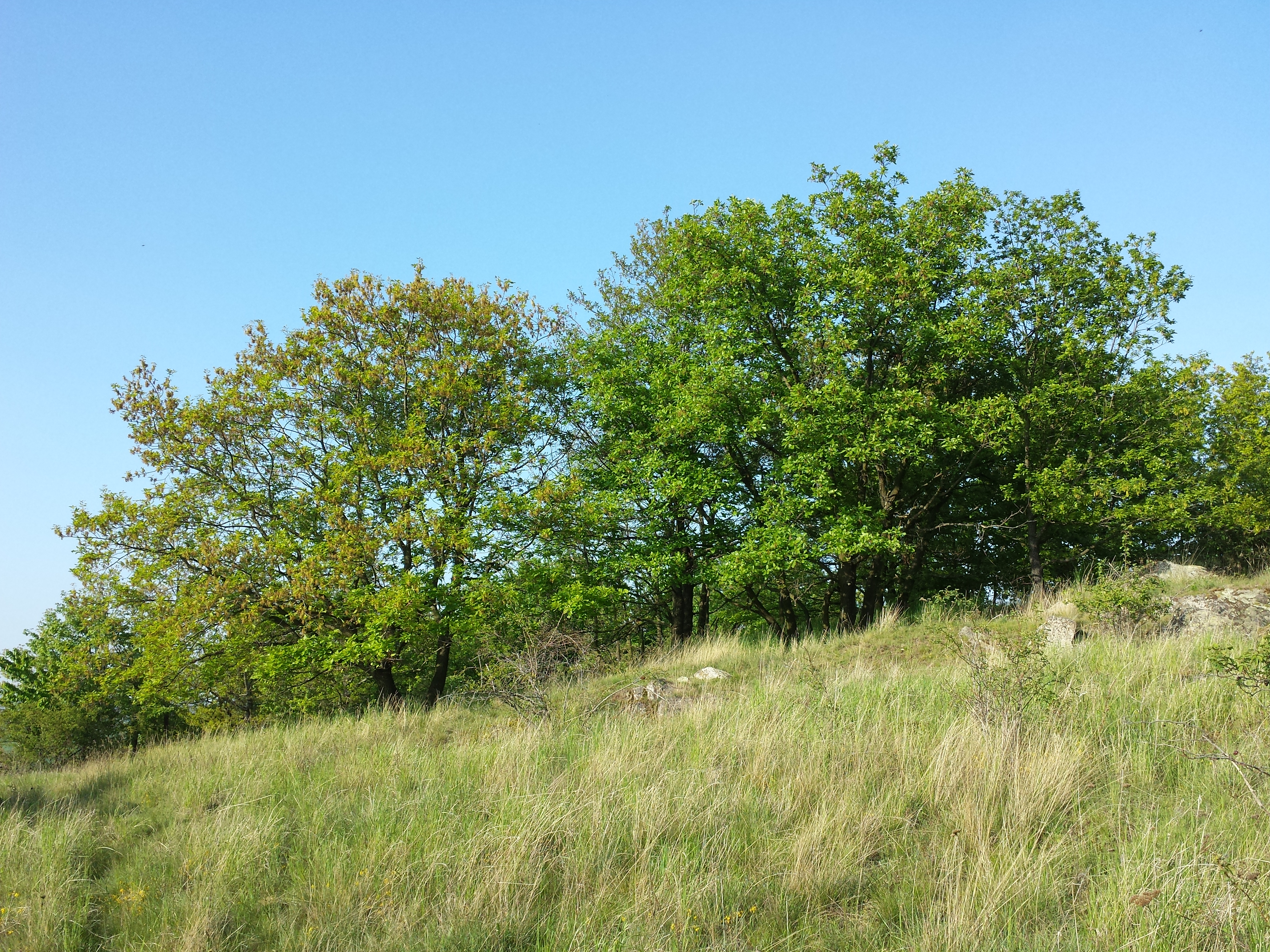
Roverella
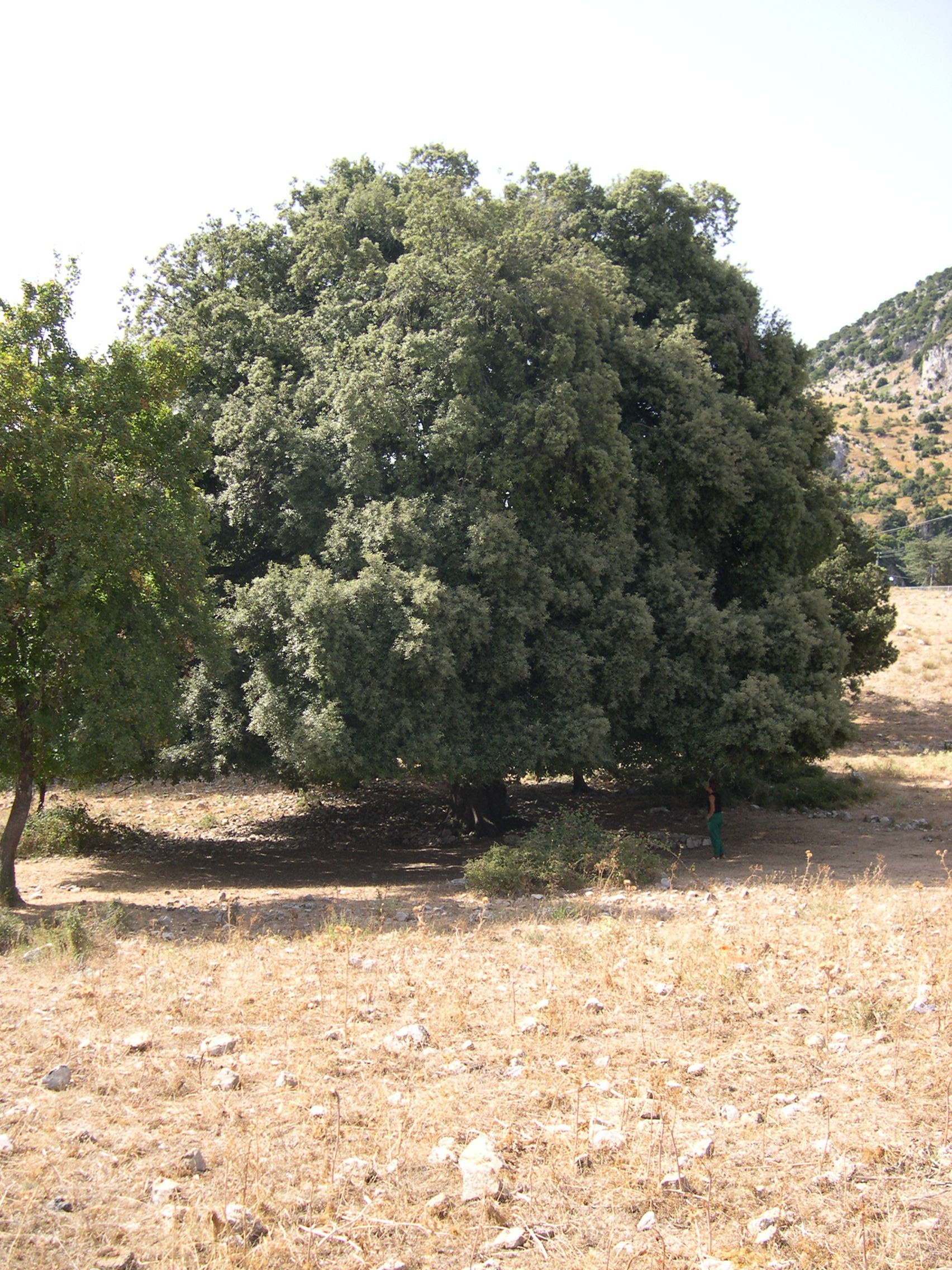
Leccio
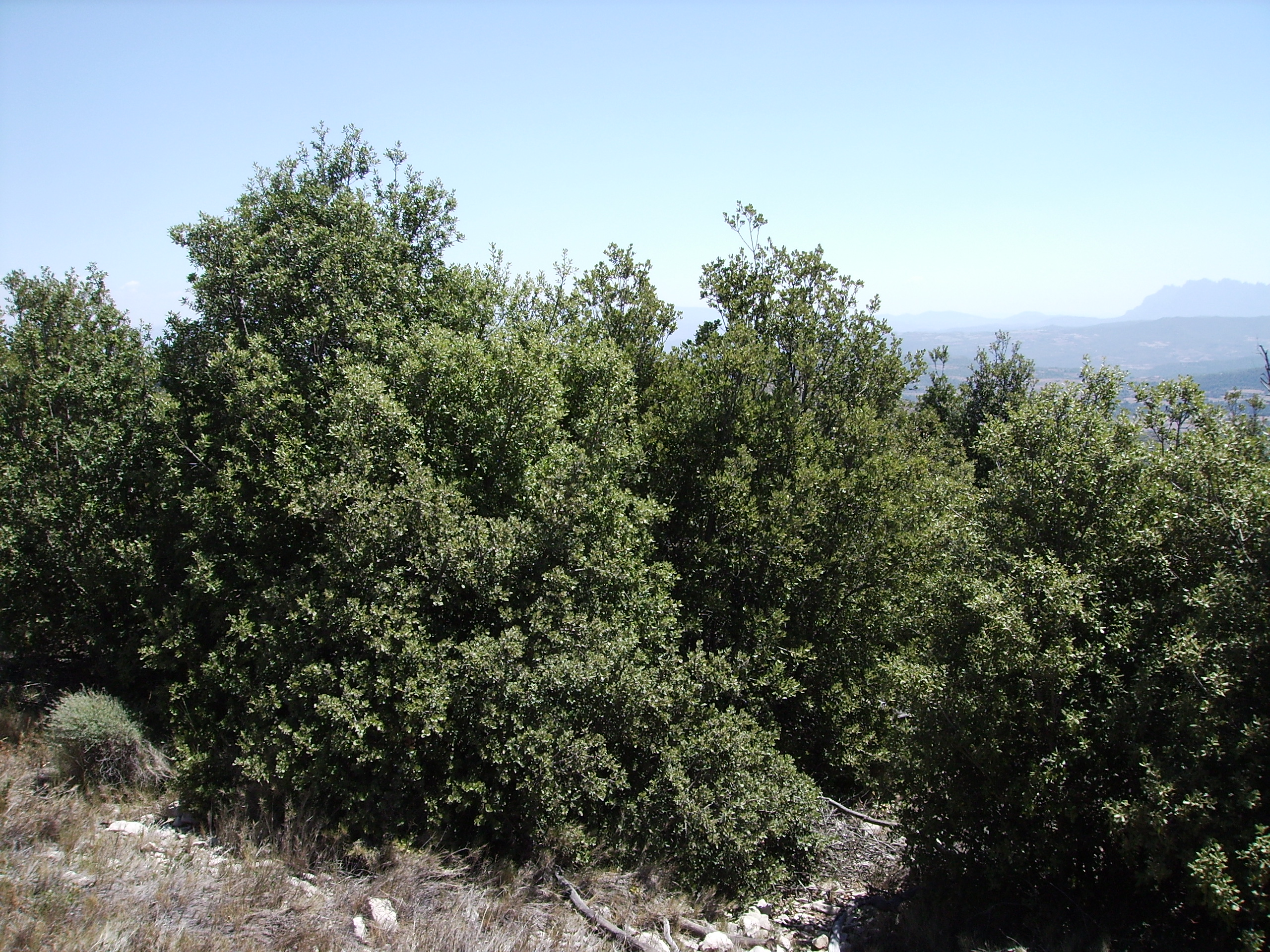
Elce

## Flora
È segnalata la presenza di piante rare a livello regionale come l’orchidea barbone adriatico (Himantoglossum adriaticum), il trifoglio scabro (Trifolium scabrum) e lo zafferanastro appenninico (Sternbergia colchiciflora) che hanno elevato valore conservazionistico trattandosi di specie legate a vegetazioni e climi differenti rispetto a quelli del territorio umbro. Sono inoltre segnalate due specie di rilevante interesse floristico vegetazionale a livello regionale quali la poligala gialla (Polygala flavescens) e il pungitopo (Ruscus aculeatus), oltre alle violaciocca appenninica (Erysimum pseudorhaeticum), specie endemica diffusa dall’Appennino settentrionale alle montagne della Basilicata, e radichella laziale (Crepis lacera o Crepis latialis).

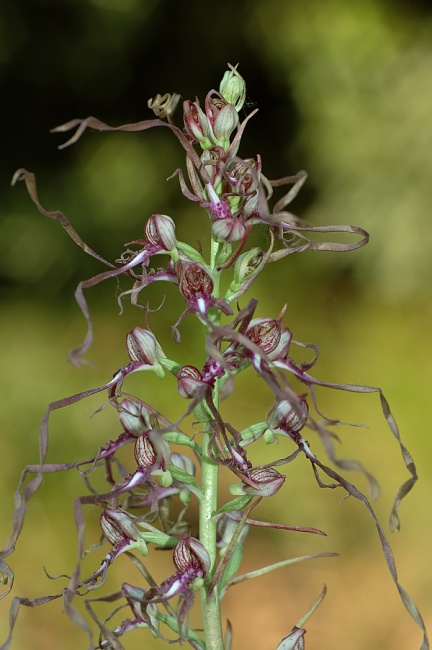
Barbone adriatico
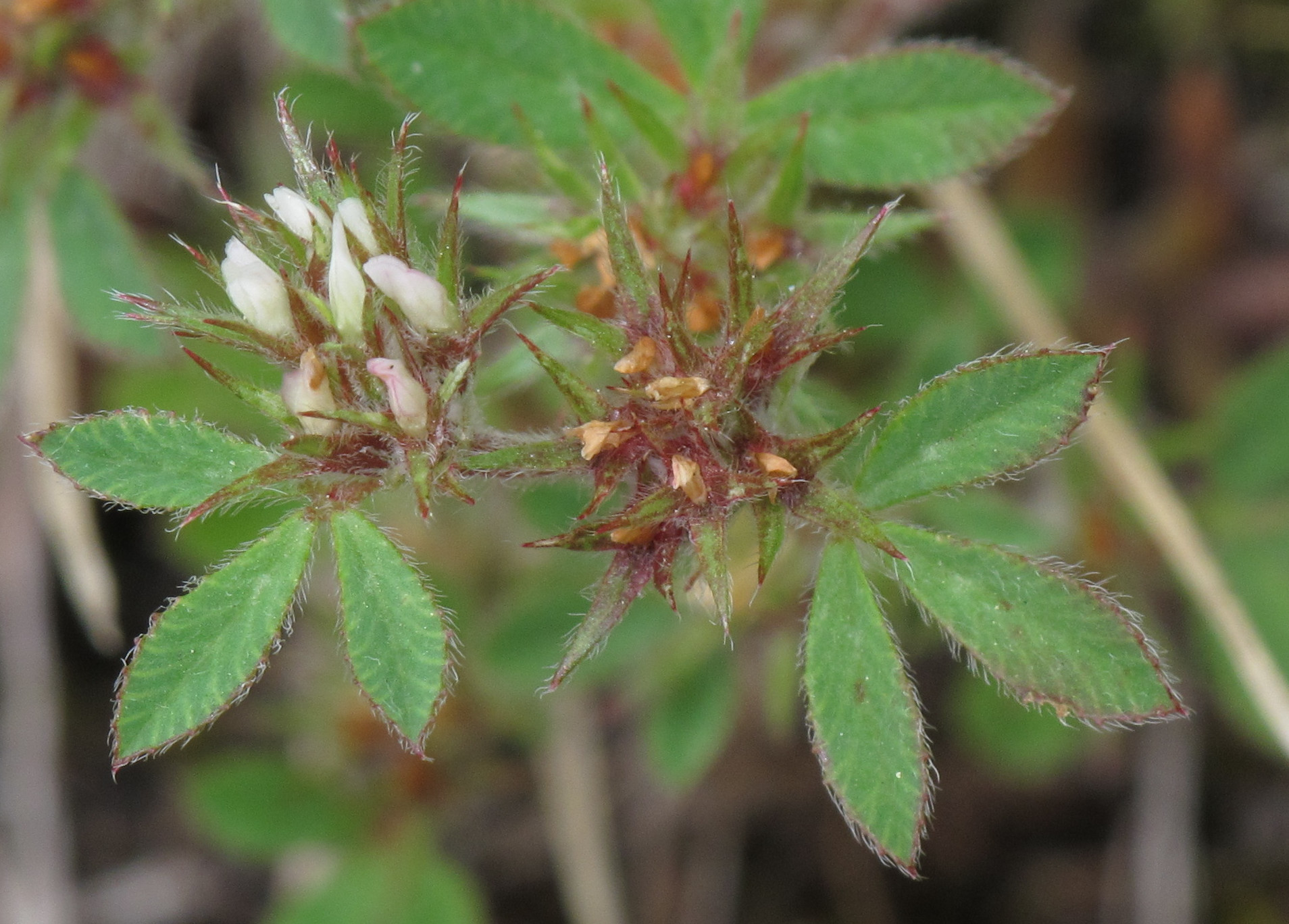
Trifoglio scabro
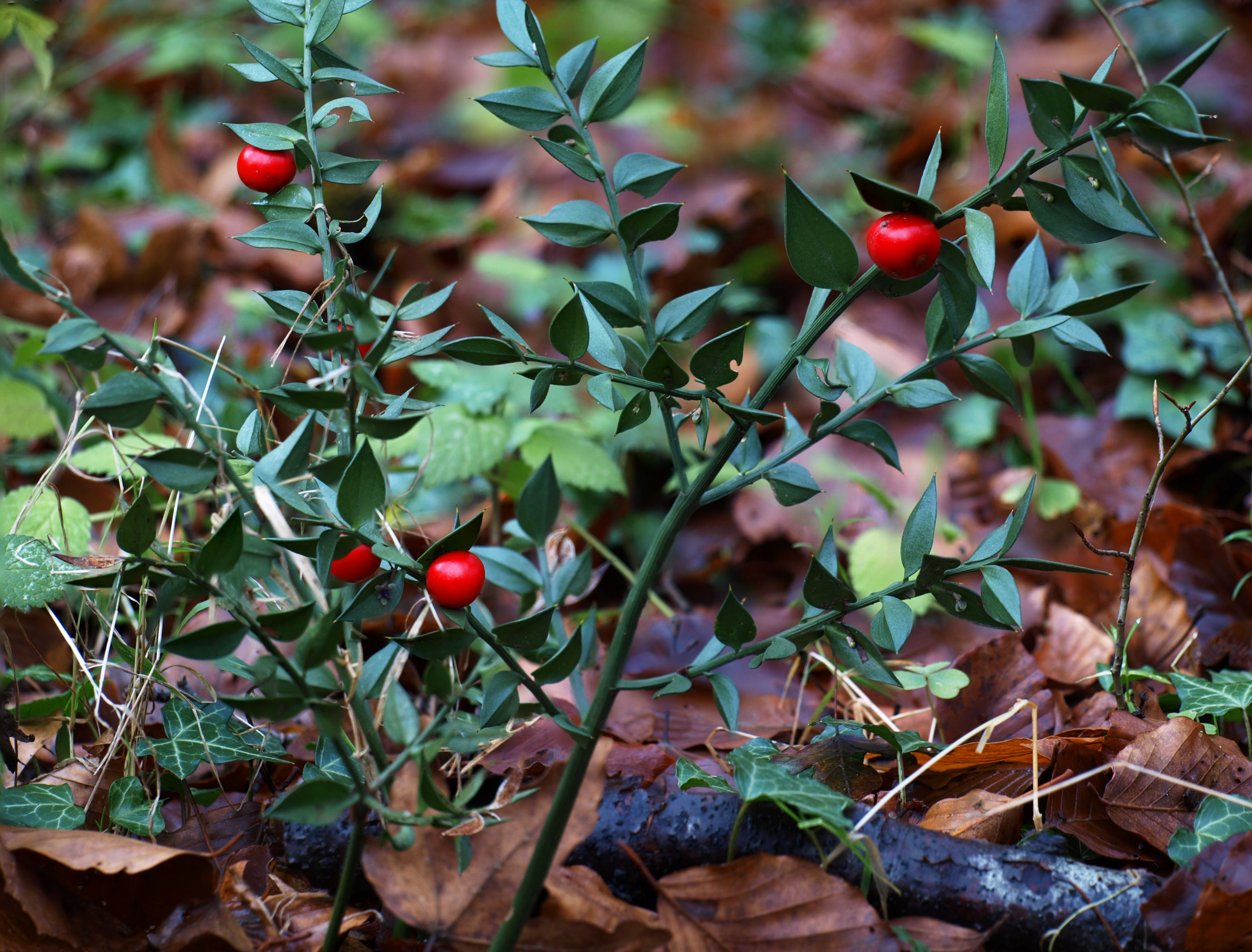
Pungitopo
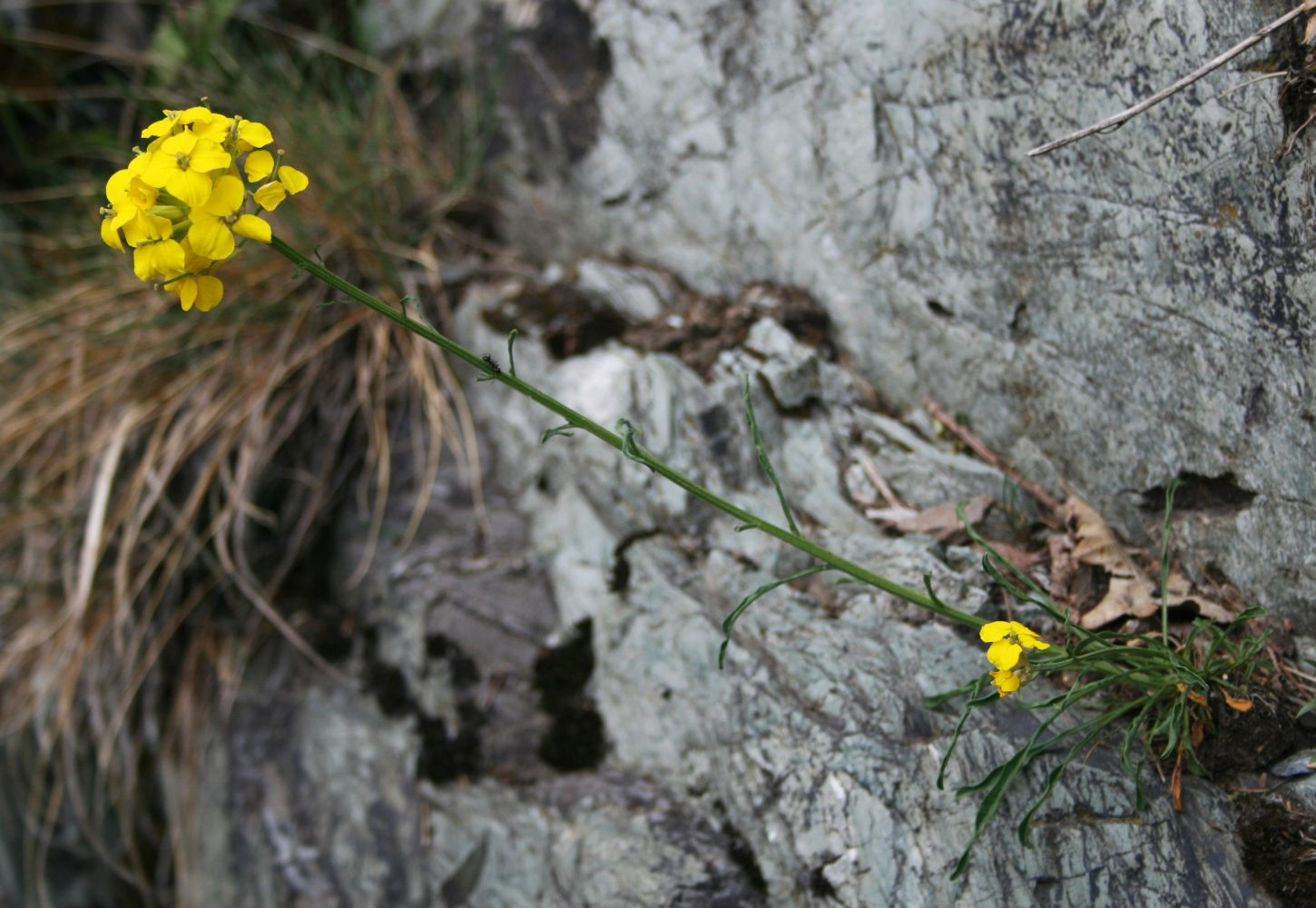
Violaciocca appenninica

## Fauna
Di seguito si riportano alcune delle specie animali di interesse comunitario e conservazionistico segnalate all’interno del Sito Natura 2000.

### Invertebrati
Nel Sito è segnalata la presenza di due specie di Coleotteri di grandi dimensioni legate agli ambienti forestali: il cervo volante (Lucanus cervus) e il cerambice della quercia (Cerambyx cerdo).

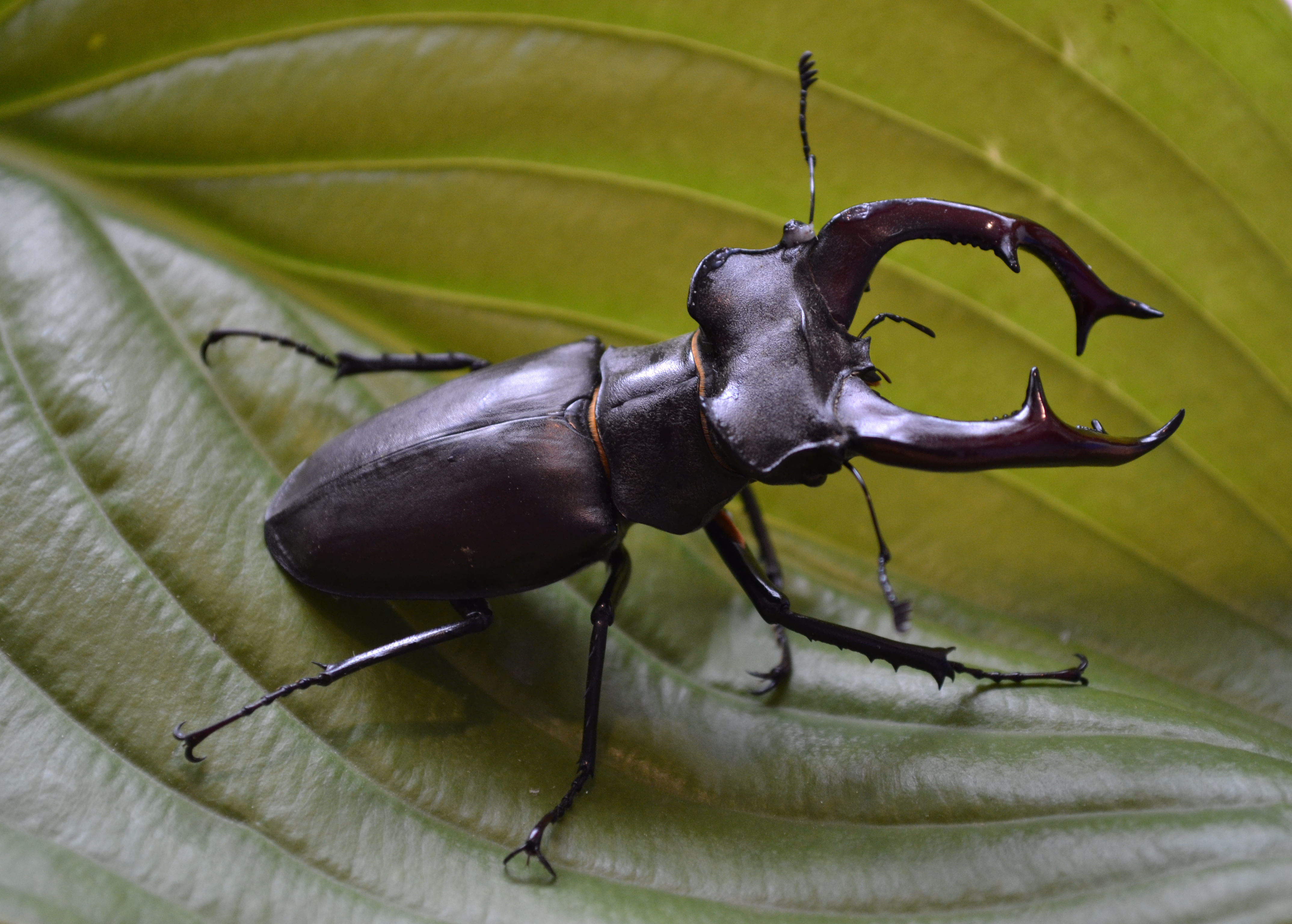
Cervo volante
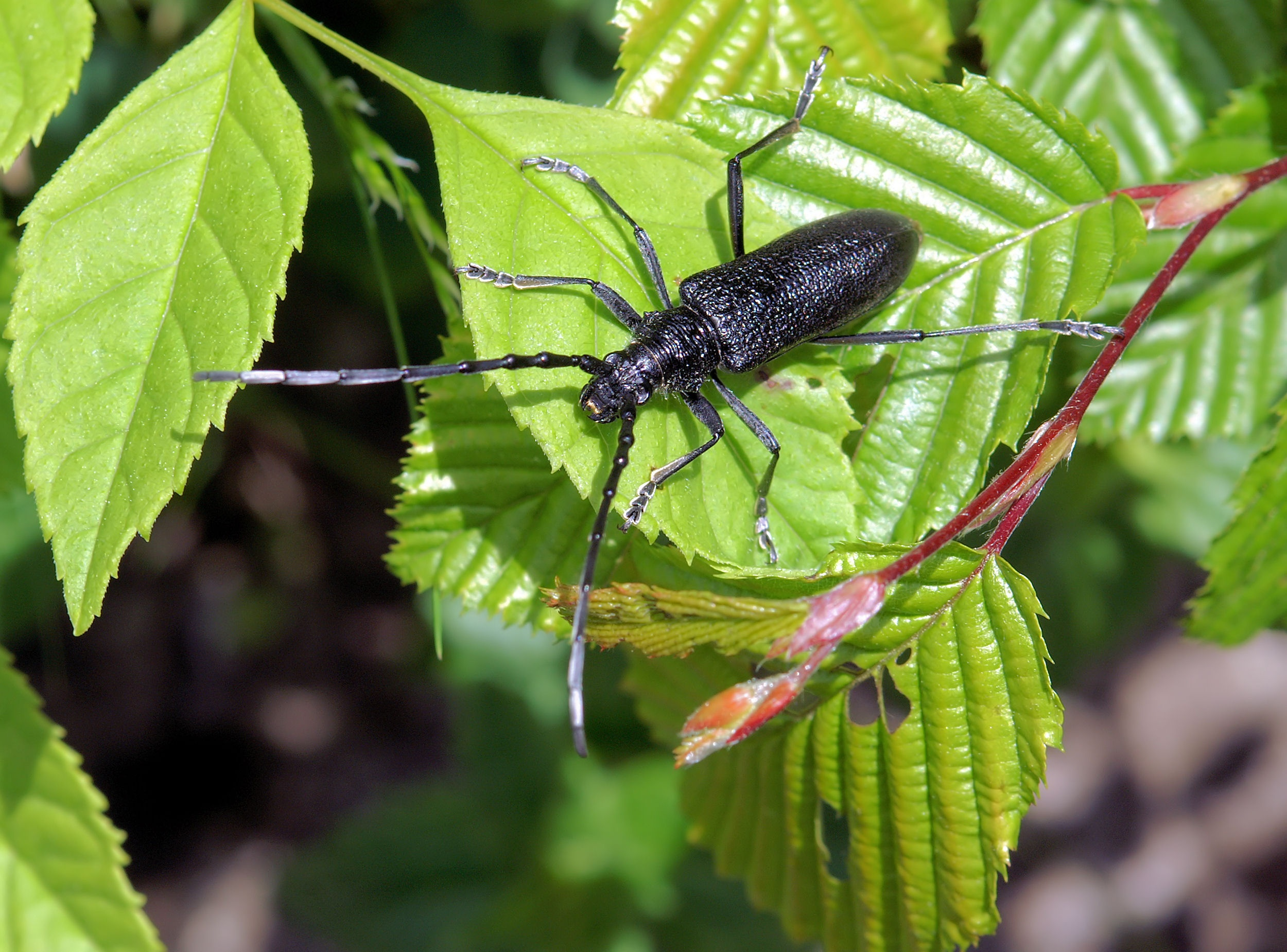
Cerambice della quercia

### Rettili
Nell'area si trovano gli ambienti ideali per alcune specie di Rettili quali il ramarro occidentale (Lacerta bilineata), il colubro di Esculapio, chiamato anche saettone (Elaphe longissima), il biacco (Coluber viridiflavus), la lucertola muraiola (Podarcis muralis) e la lucertola campestre (Podarcis sicula). È stata rilevata la presenza dell’orbettino italiano (Anguis veronensis), un piccolo Sauro, ovvero una lucertola, privo di zampe che viene spesso confuso per la somiglianza con un serpente.

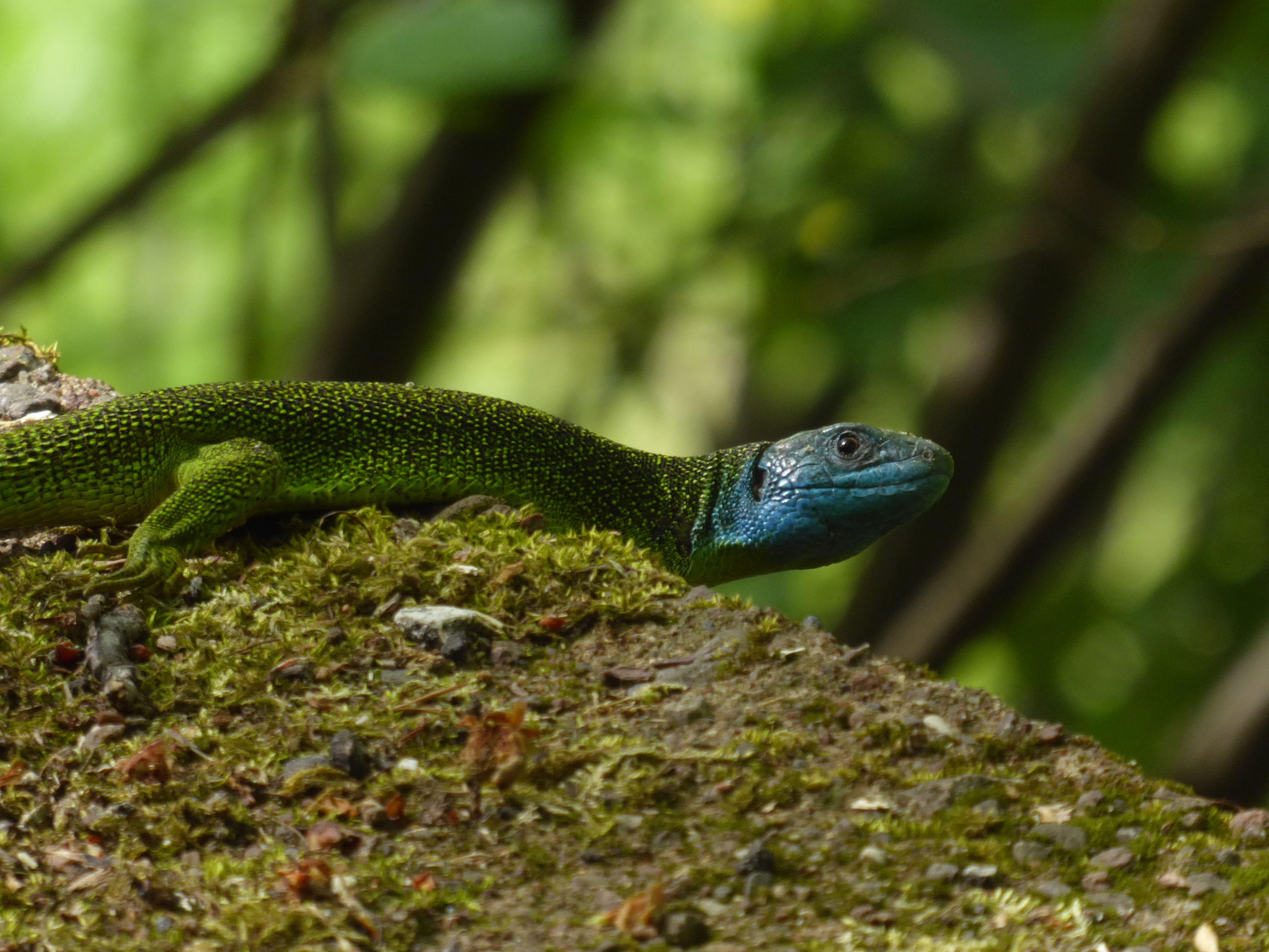
Ramarro occidentale
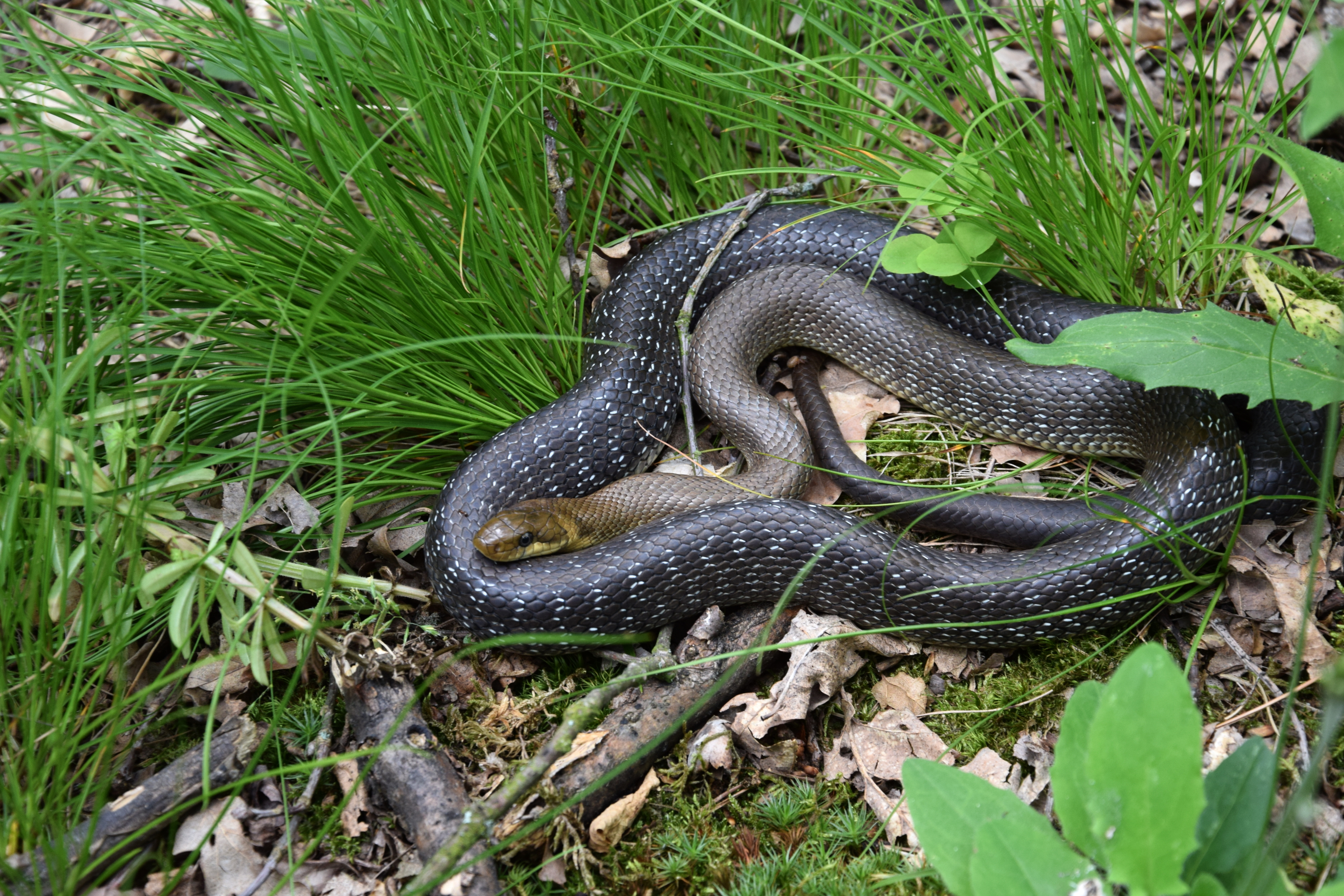
Colubro di Esculapio
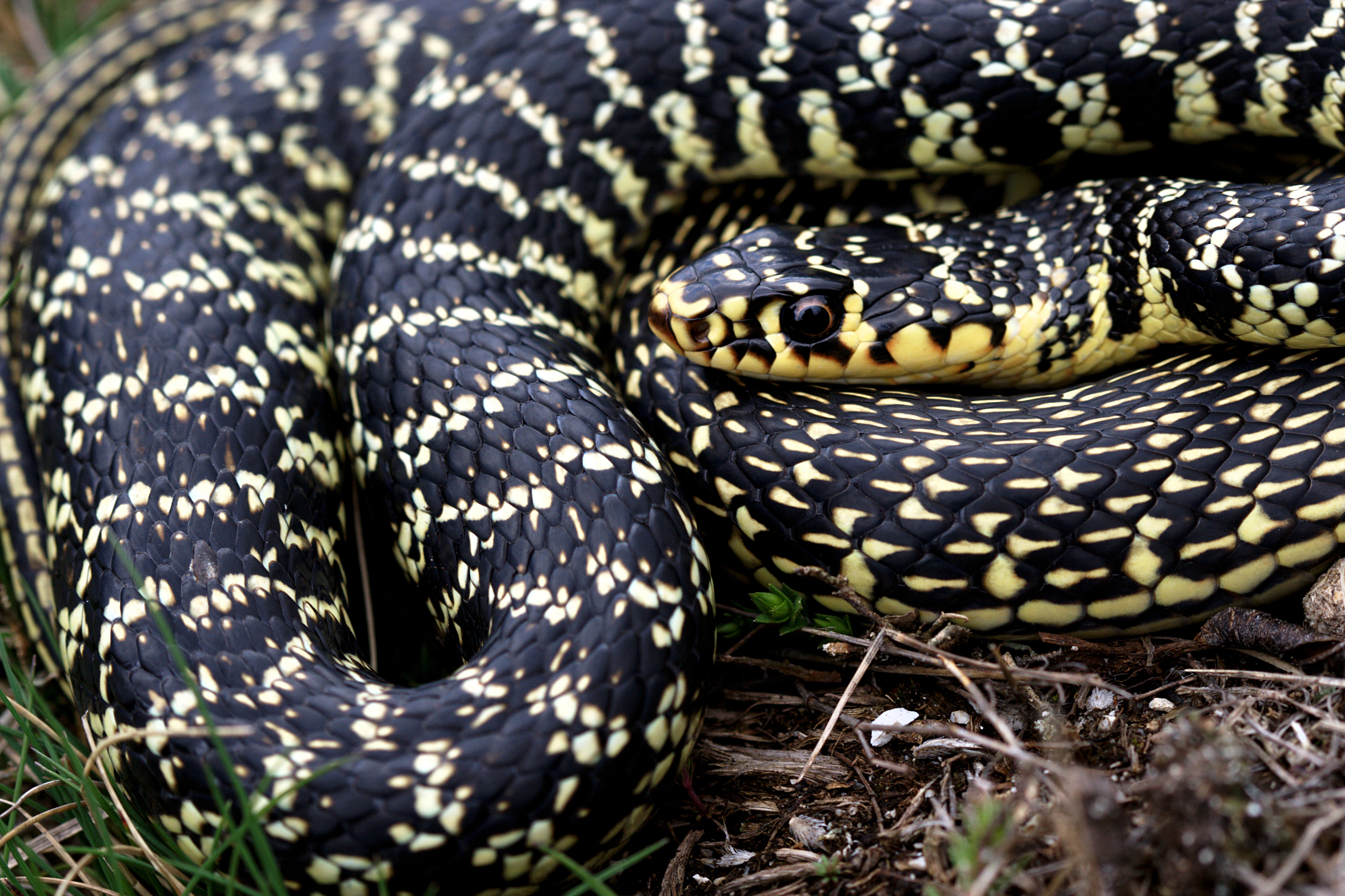
Biacco
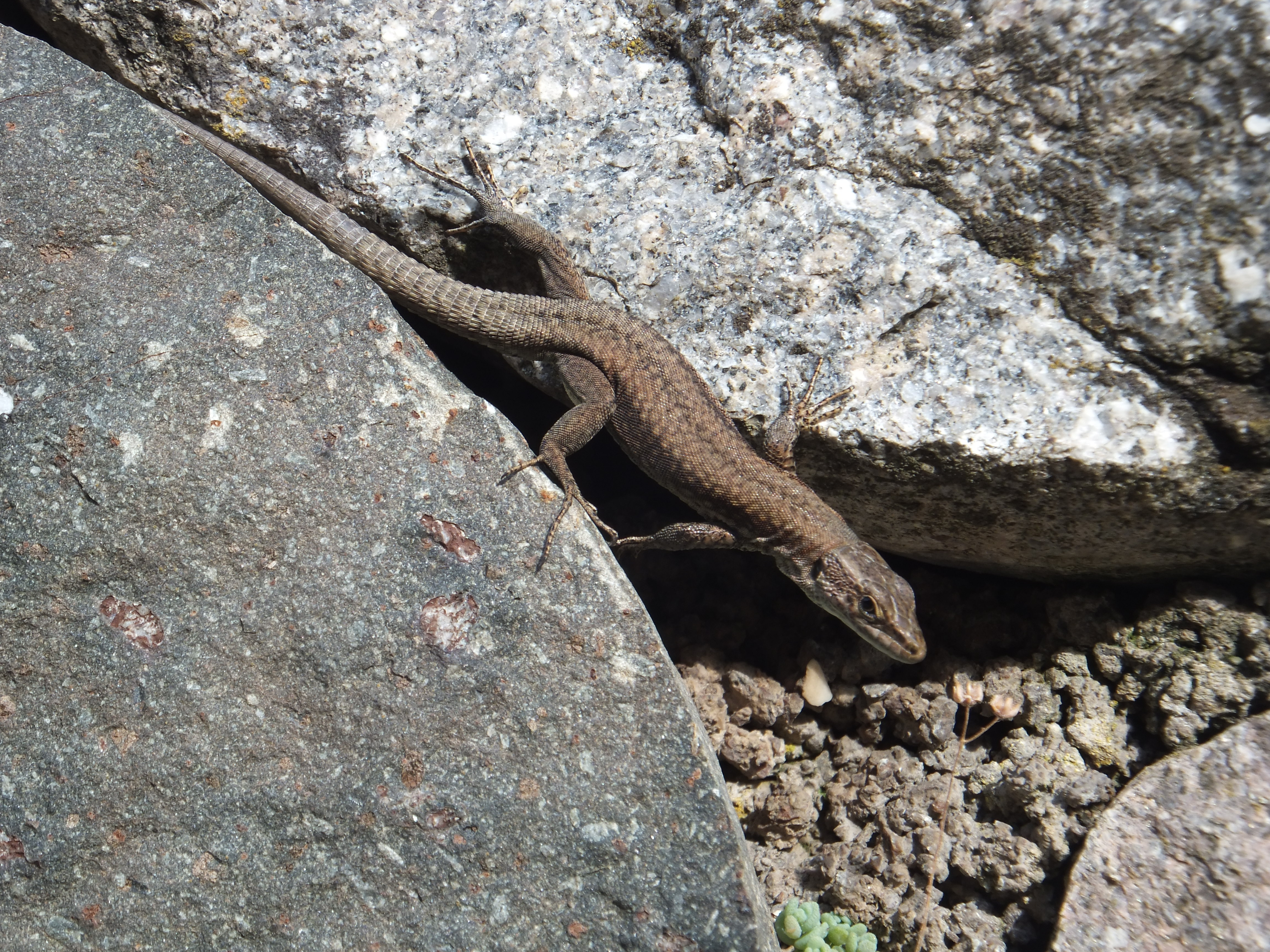
Lucertola muraiola
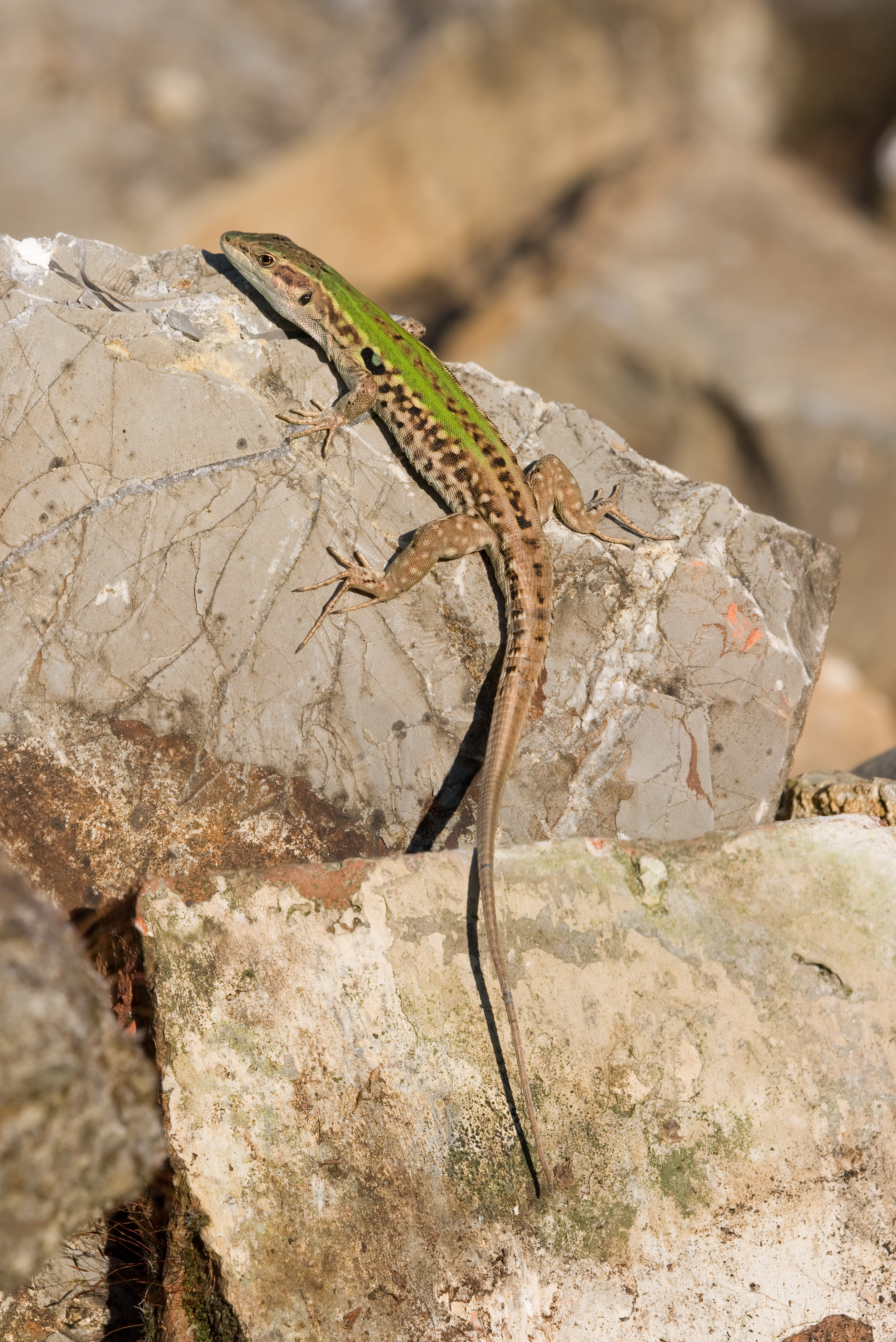
Lucertola campestre
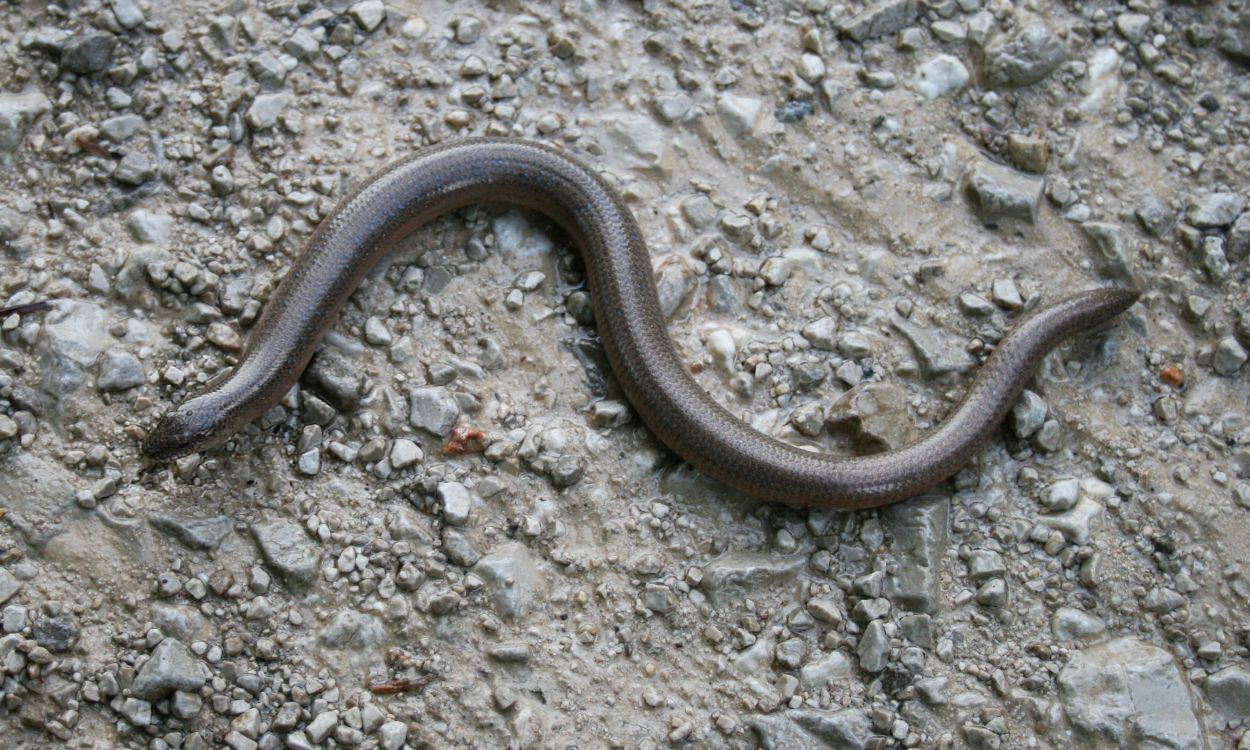
Orbettino italiano

### Mammiferi
Fra i Mammiferi che frequentano l’area è segnalata la presenza della rara puzzola (Mustela putorius), dell’istrice (Hystrix cristata), della donnola (Mustela nivalis), dello scoiattolo rosso (Sciurus vulgaris alpinus) e della lepre comune (Lepus europaeus), nonché del capriolo (Capreolus capreolus).

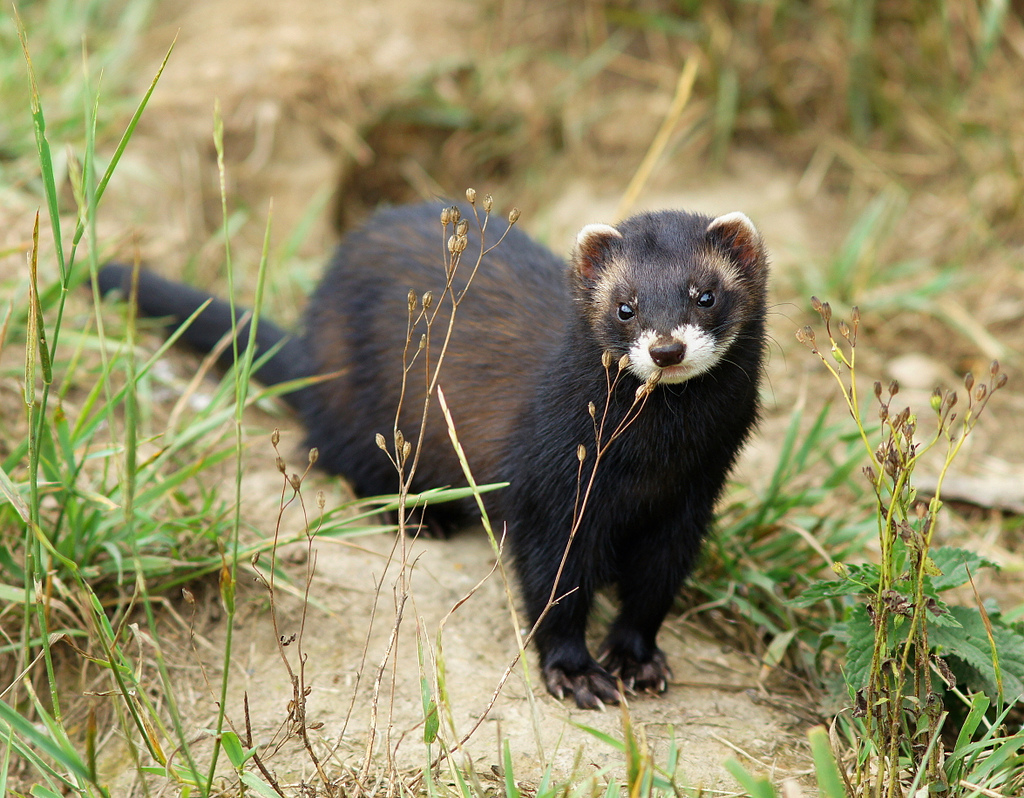
Puzzola
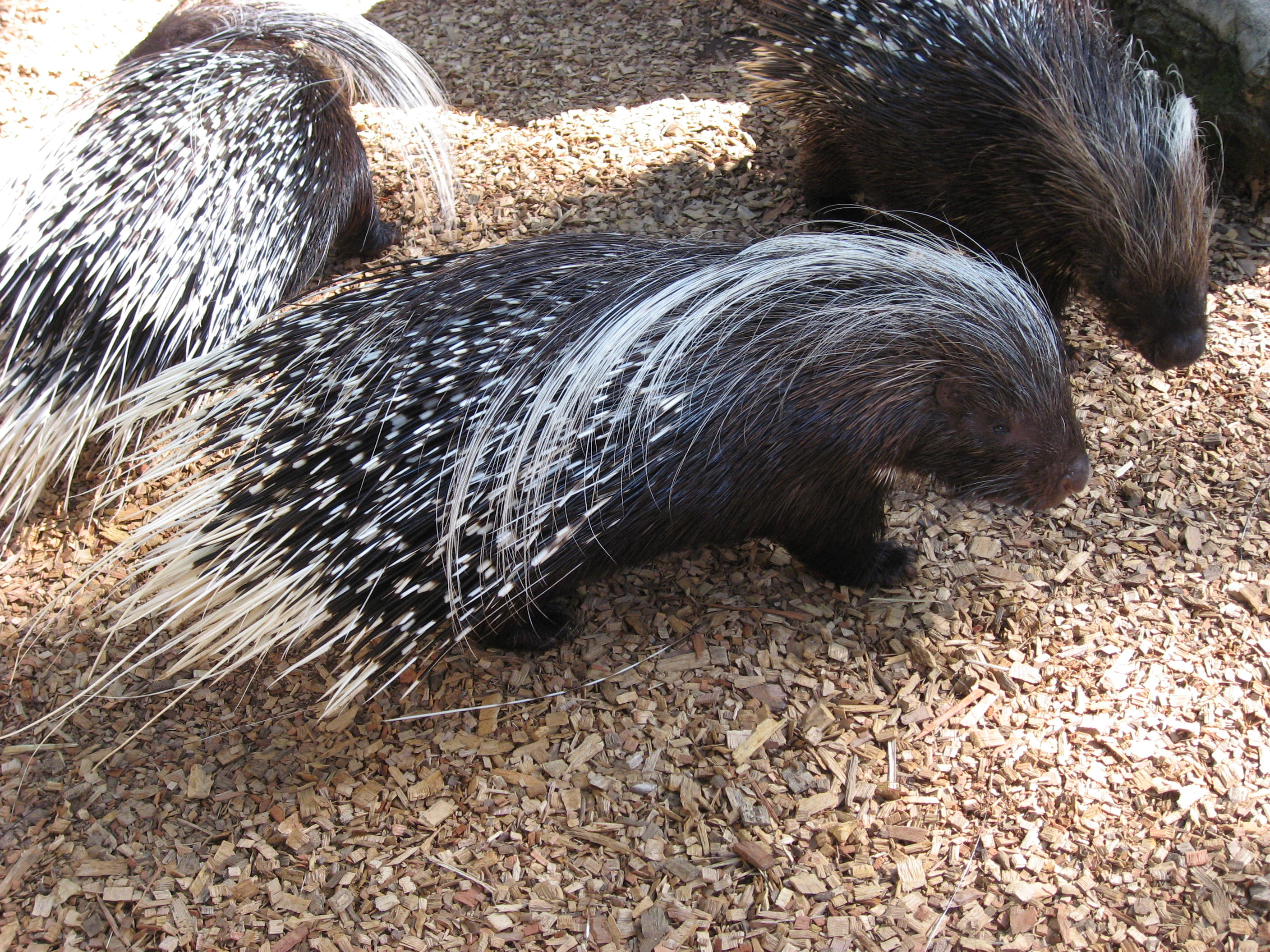
Istrice
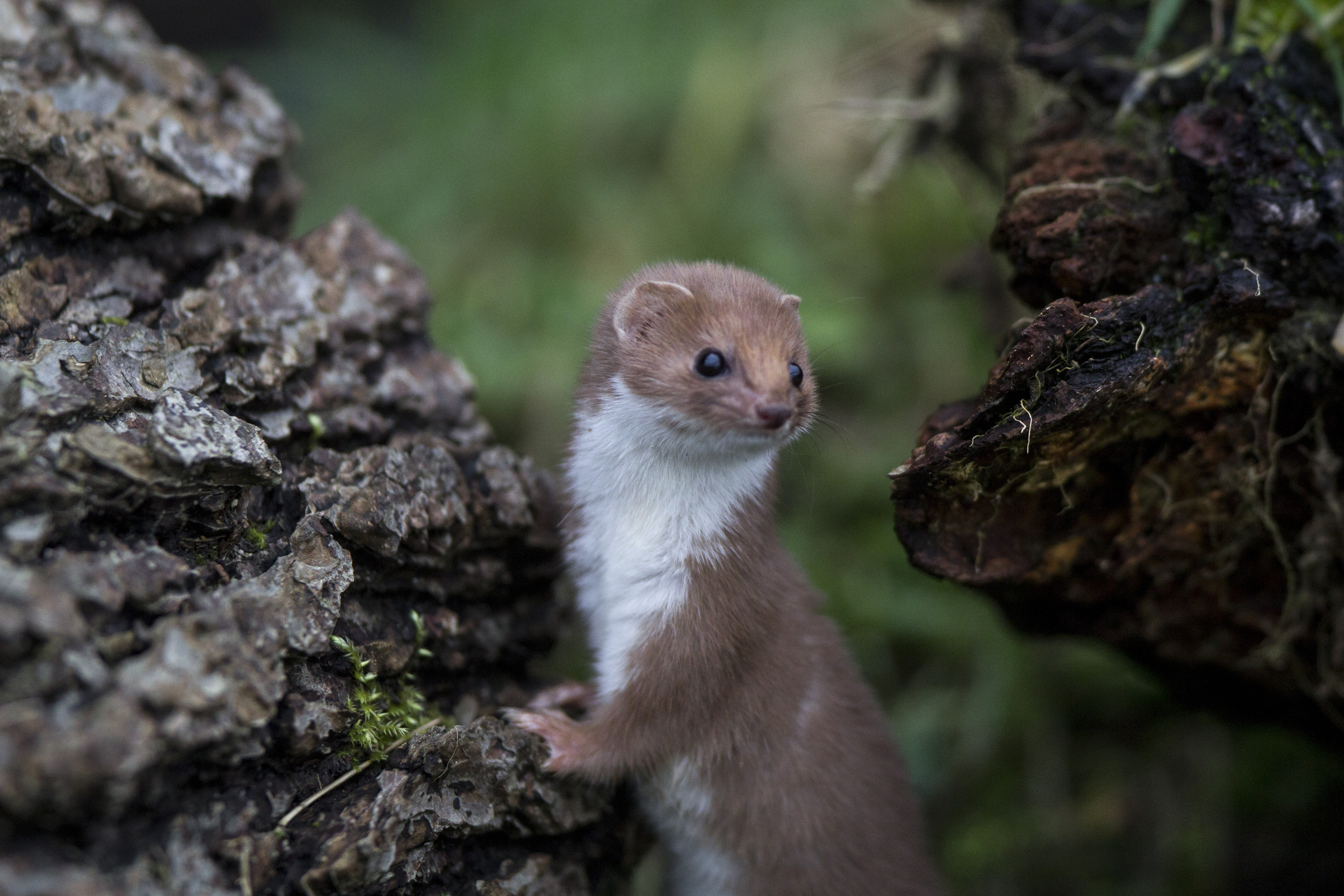
Donnola
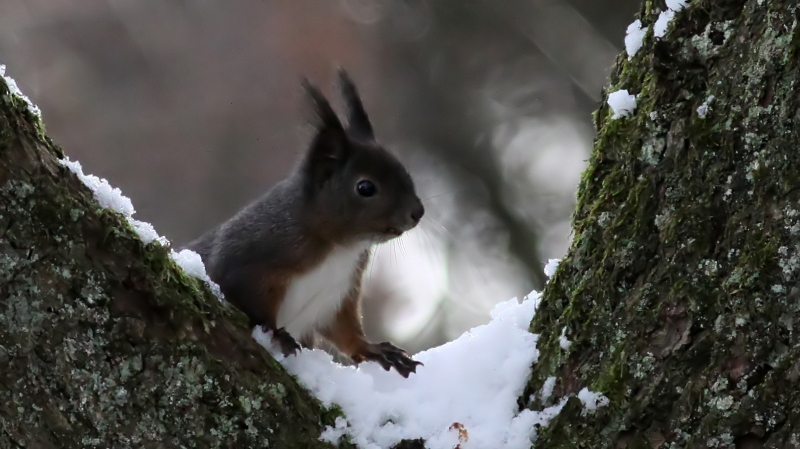
Scoiattolo
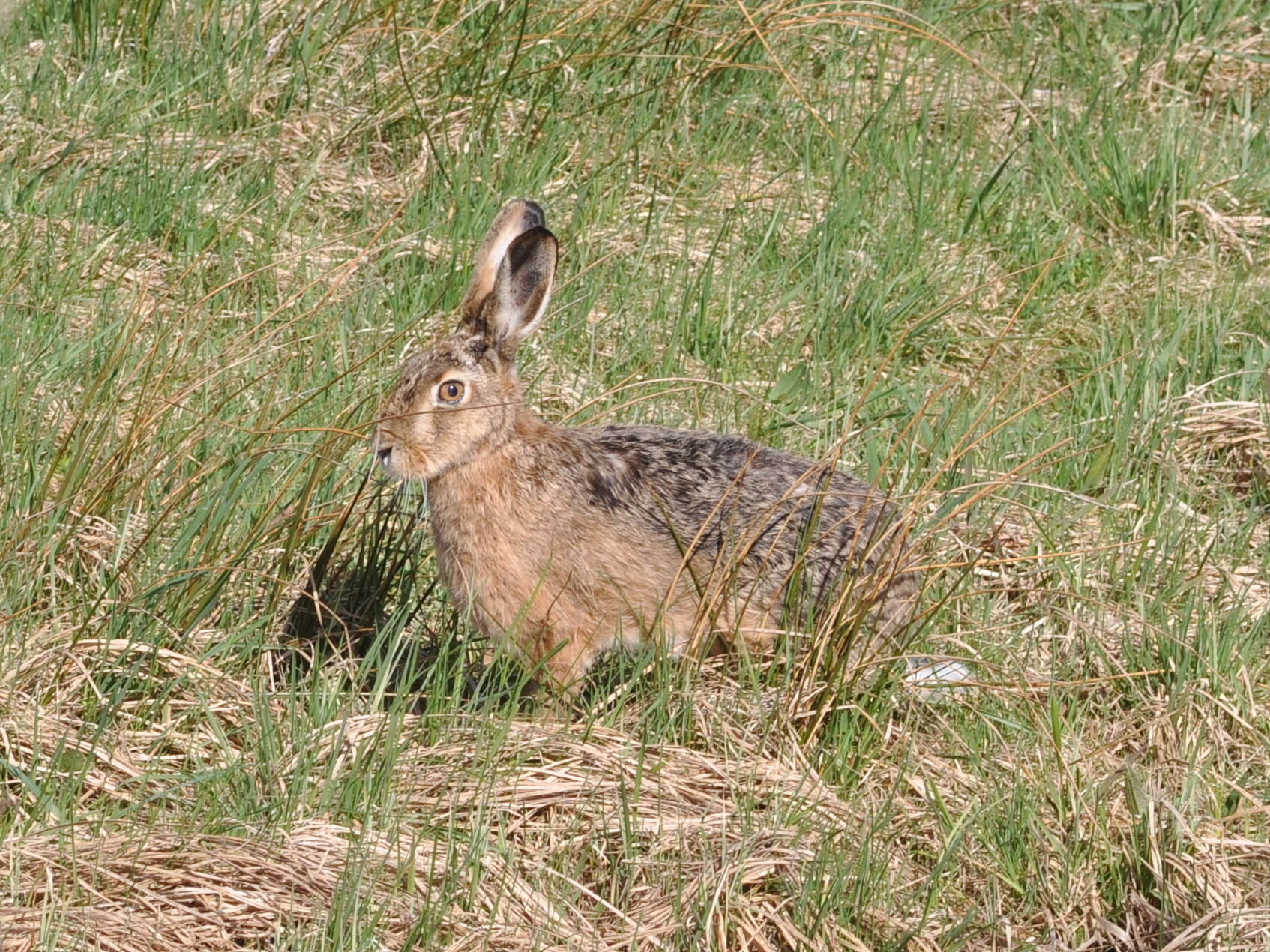
Lepre
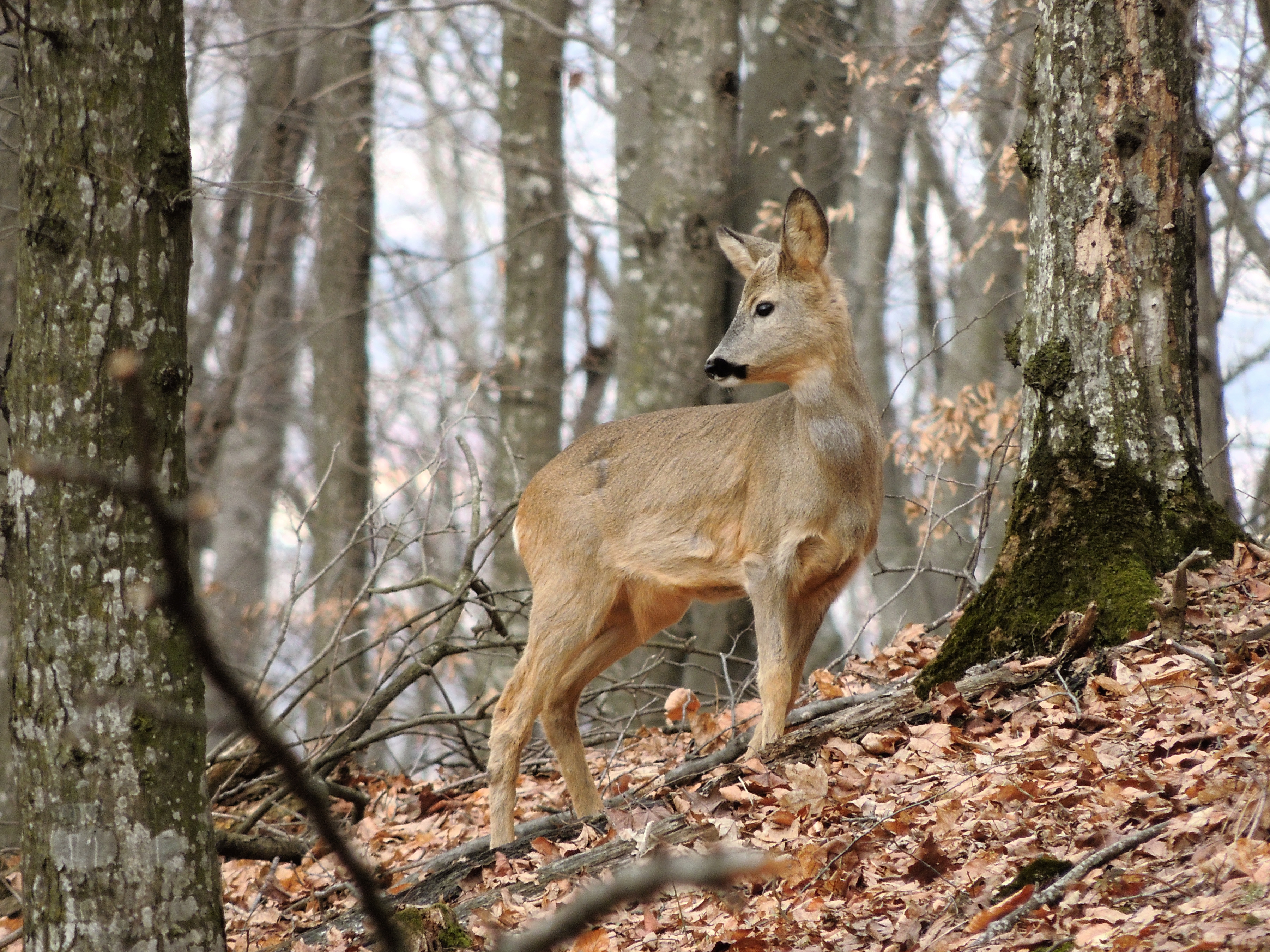
Capriolo

### Uccelli
Nella zona nidificano circa 20 specie di uccelli tutelati dalle Direttive Uccelli e Habitat, tra cui il barbagianni (Tyto alba), la ghiandaia (Garrulus glandarius), l’upupa (Upupa epops), il luì piccolo (Phylloscopus collybita), la Cinciallegra (Parus major) e il cardellino (Carduelis carduelis). Per le specie inserite nella Direttiva sono richiesti, nella gestione della ZSC, specifici interventi finalizzati a ridurre o annullare le minacce nei loro confronti.

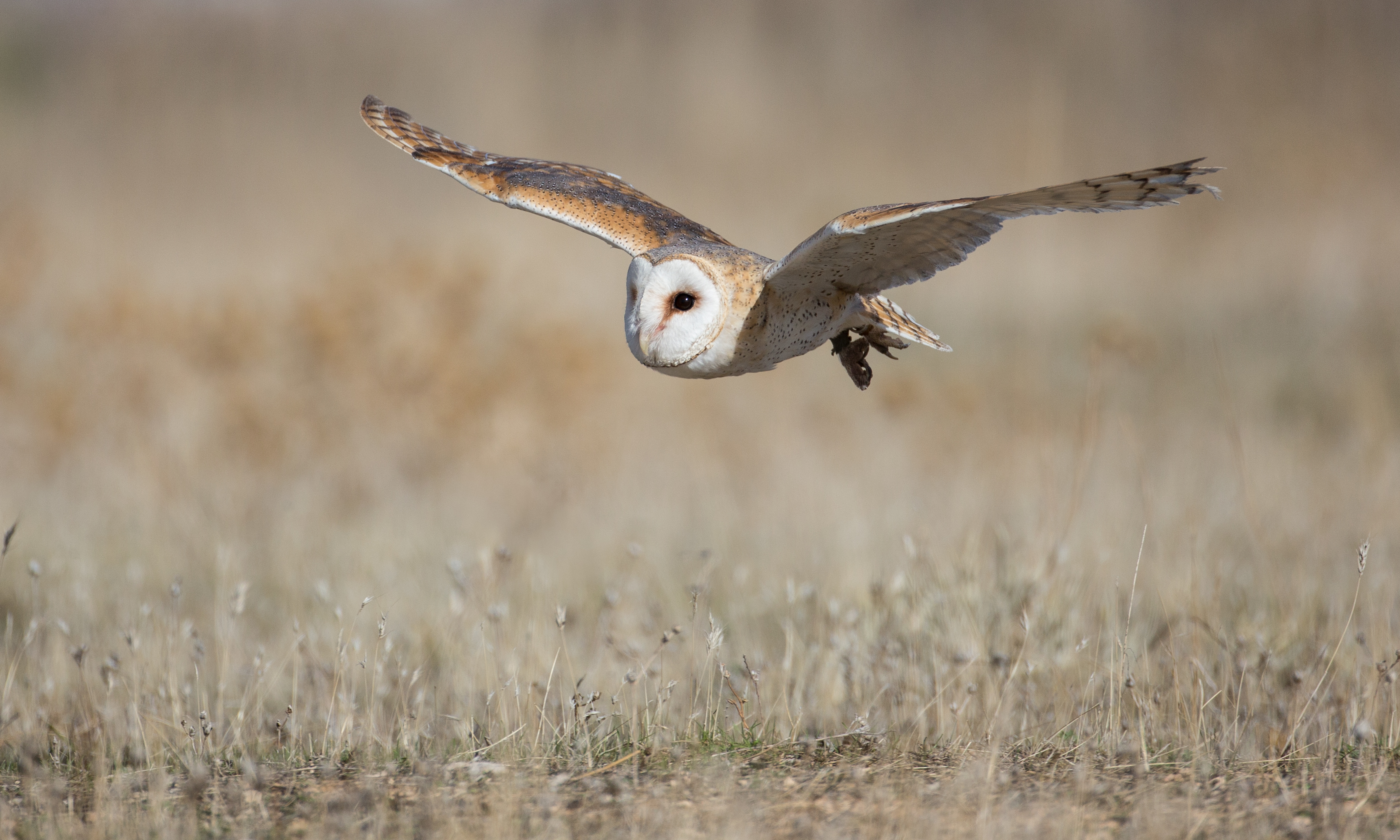
Barbagianni
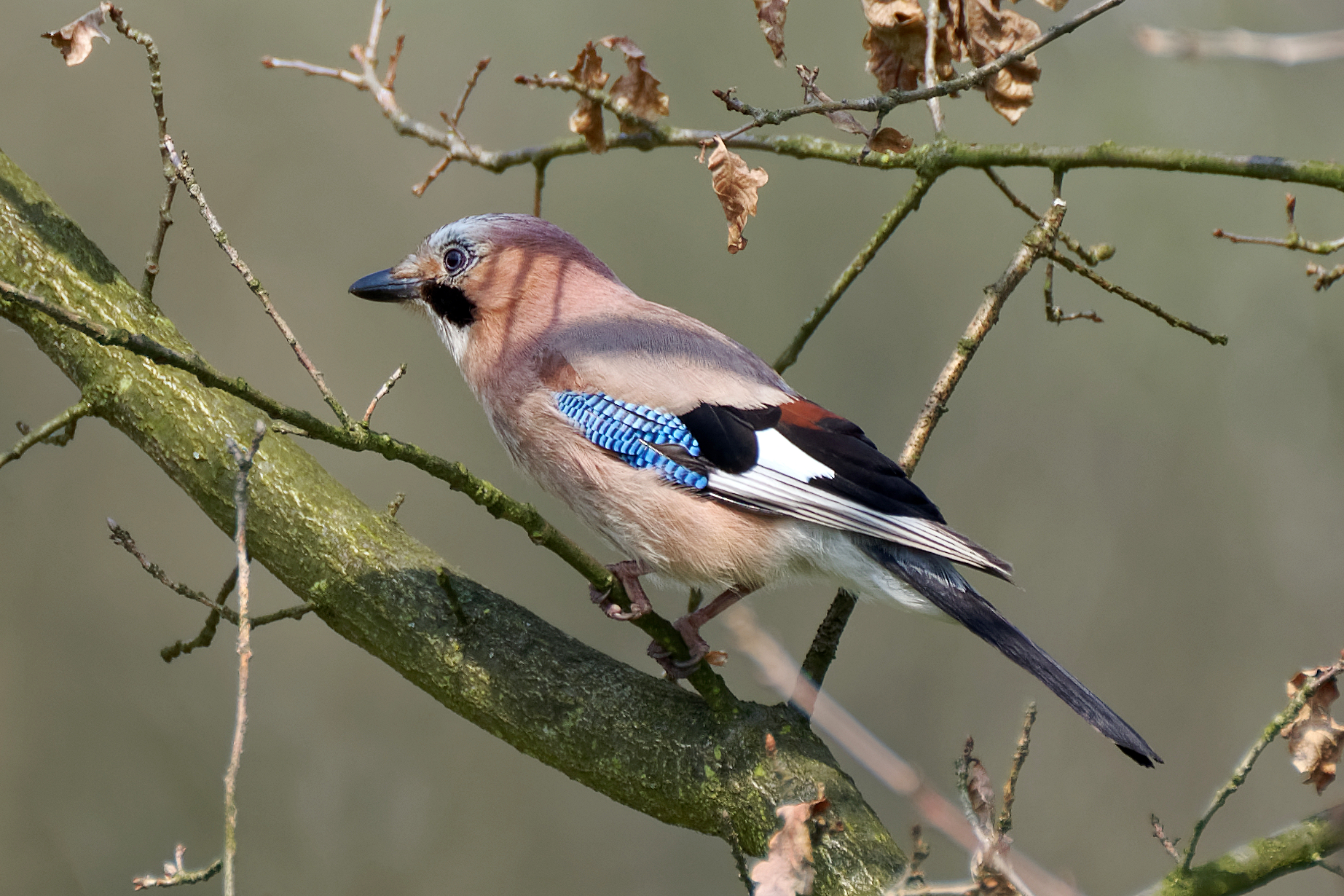
Ghiandaia
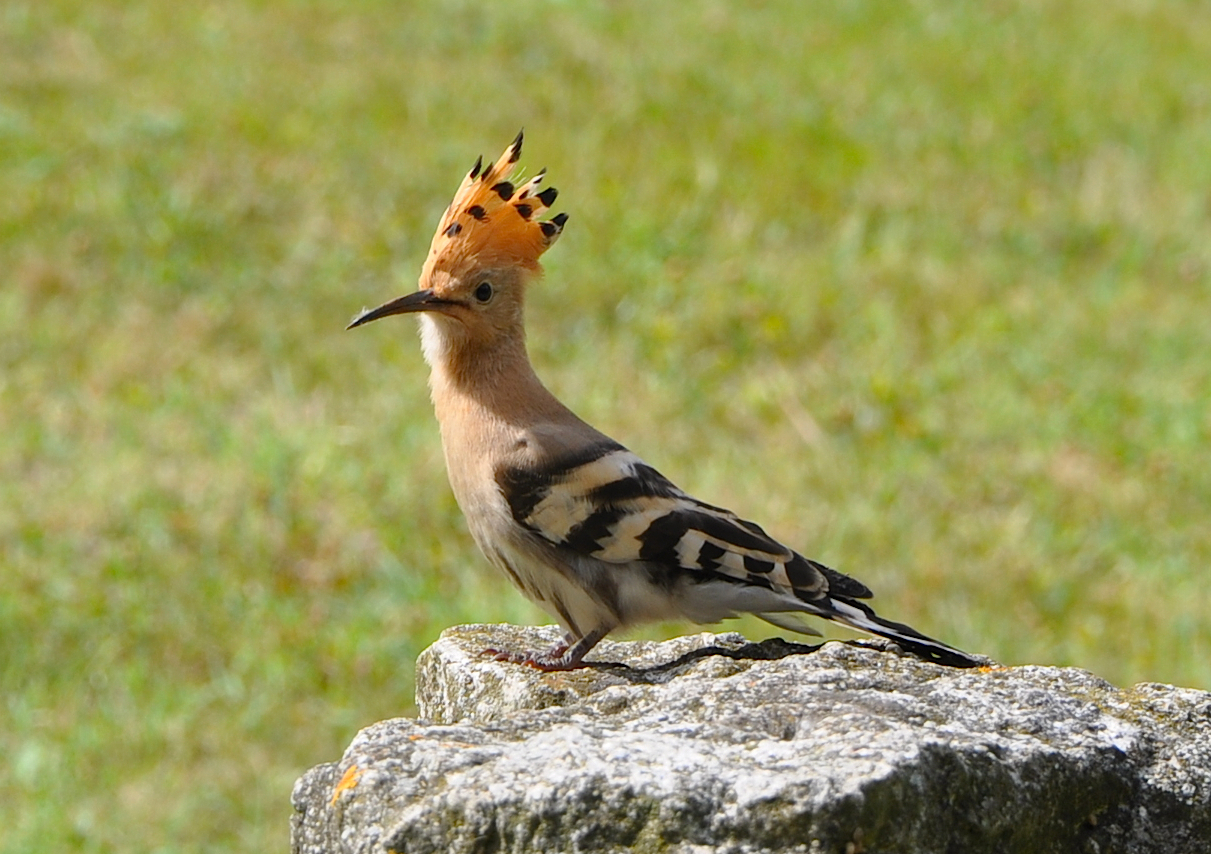
Upupa
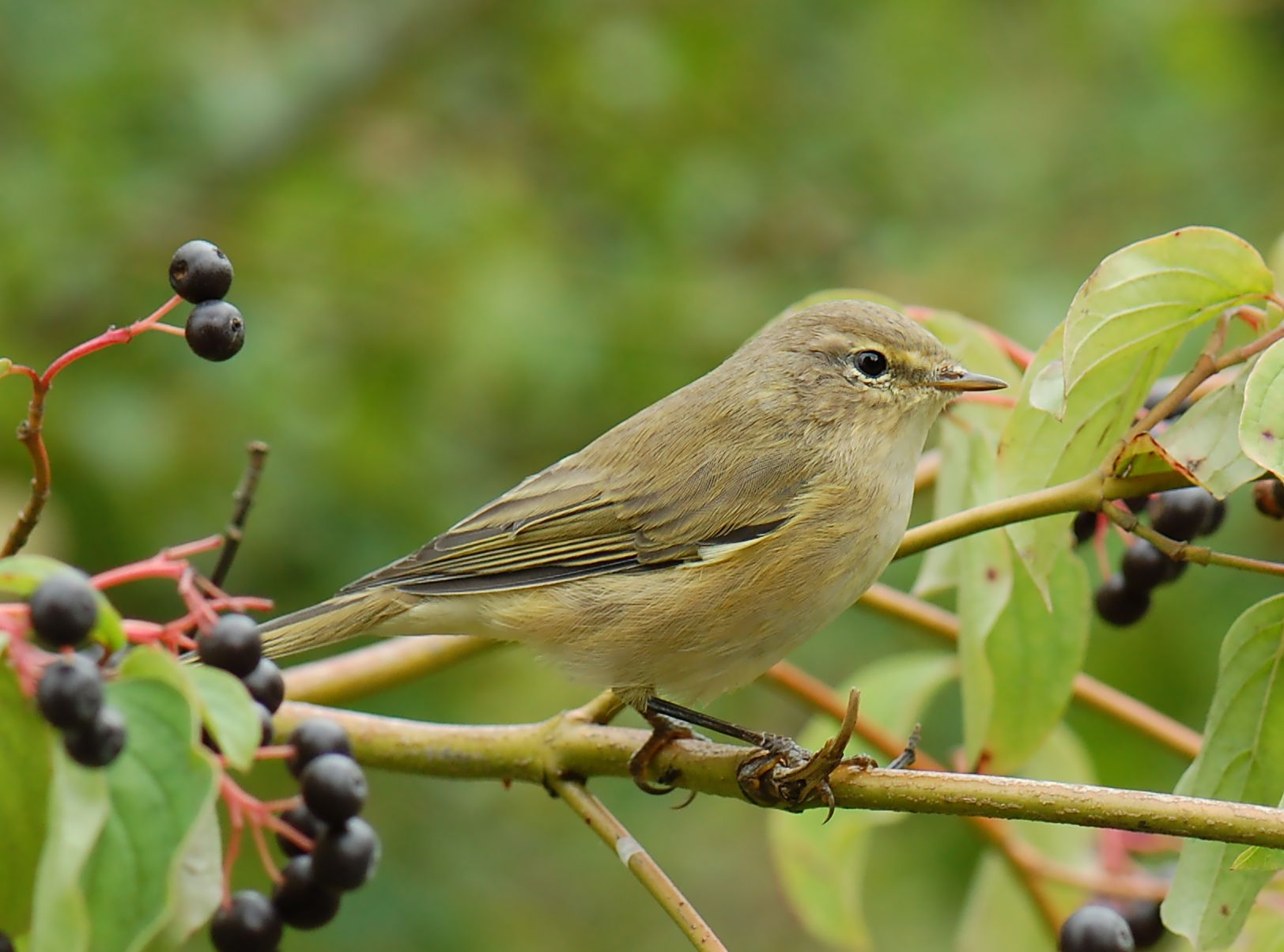
Luì piccolo
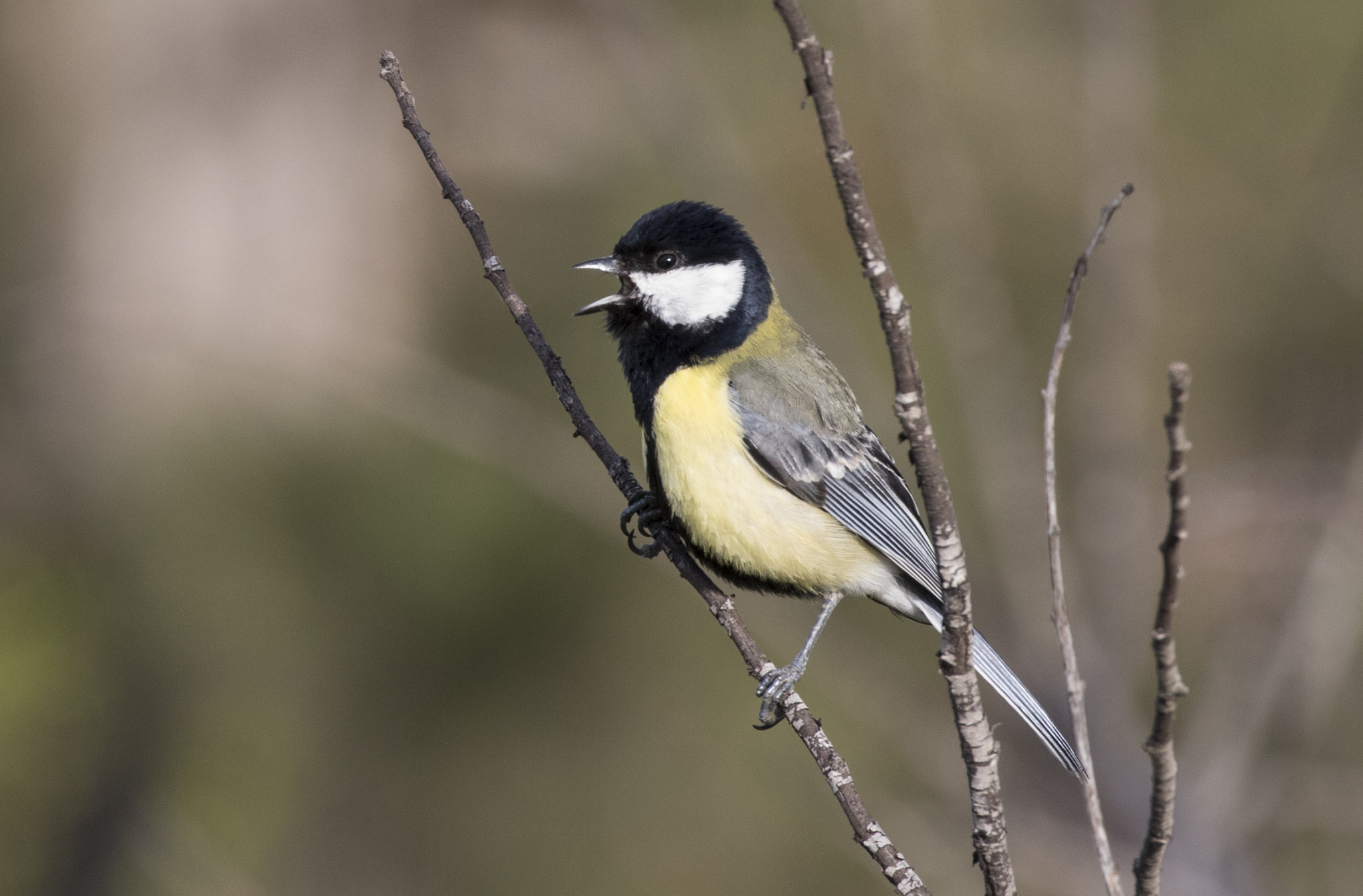
Cinciallegra
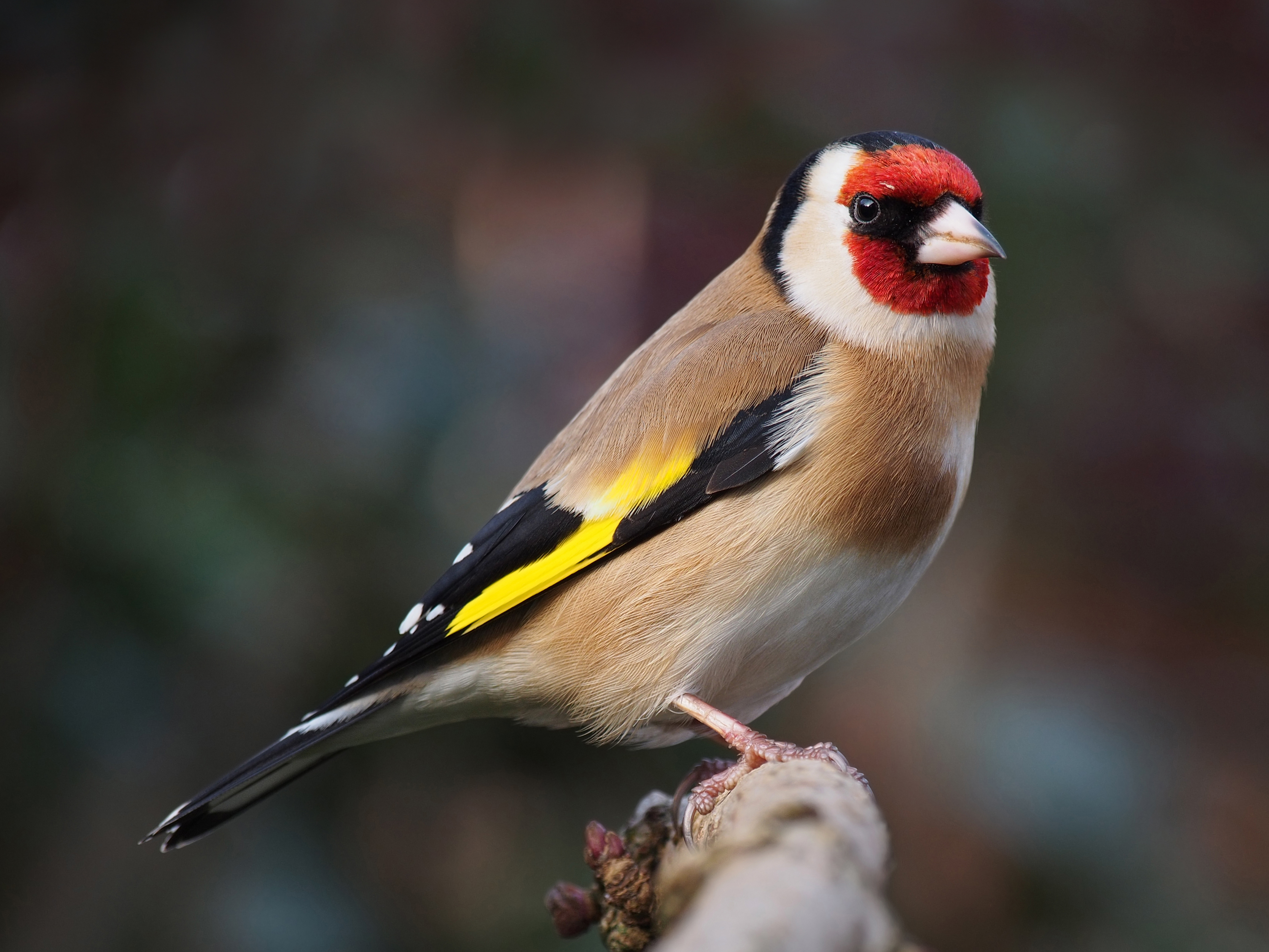
Cardellino

## Gestione
Le Misure di Conservazione del Sito Poggio Caselle – Fosso Renaro (Monte Subasio), adottate dalla Regione Umbria, sono volte in particolare alla conservazione della biodiversità e alla tutela degli habitat e delle specie presenti nel Sito Natura 2000. Le Misure hanno l’obiettivo di ridurre gli interventi di trasformazione e semplificazione ambientale attraverso la regolamentazione in particolare delle attività selvi-colturali ed agricole. Inoltre, per ridurre il disturbo umano sugli habitat individuati e sulle specie presenti nel Sito, sono state regolamentate sia le attività di realizzazione di strutture e infrastrutture, sia le attività di fruizione delle aree oggetto di tutela. Le Misure di Conservazione sono armonizzate con il Regolamento del Parco regionale del Monte Subasio.